# Wasserfall von Grunas

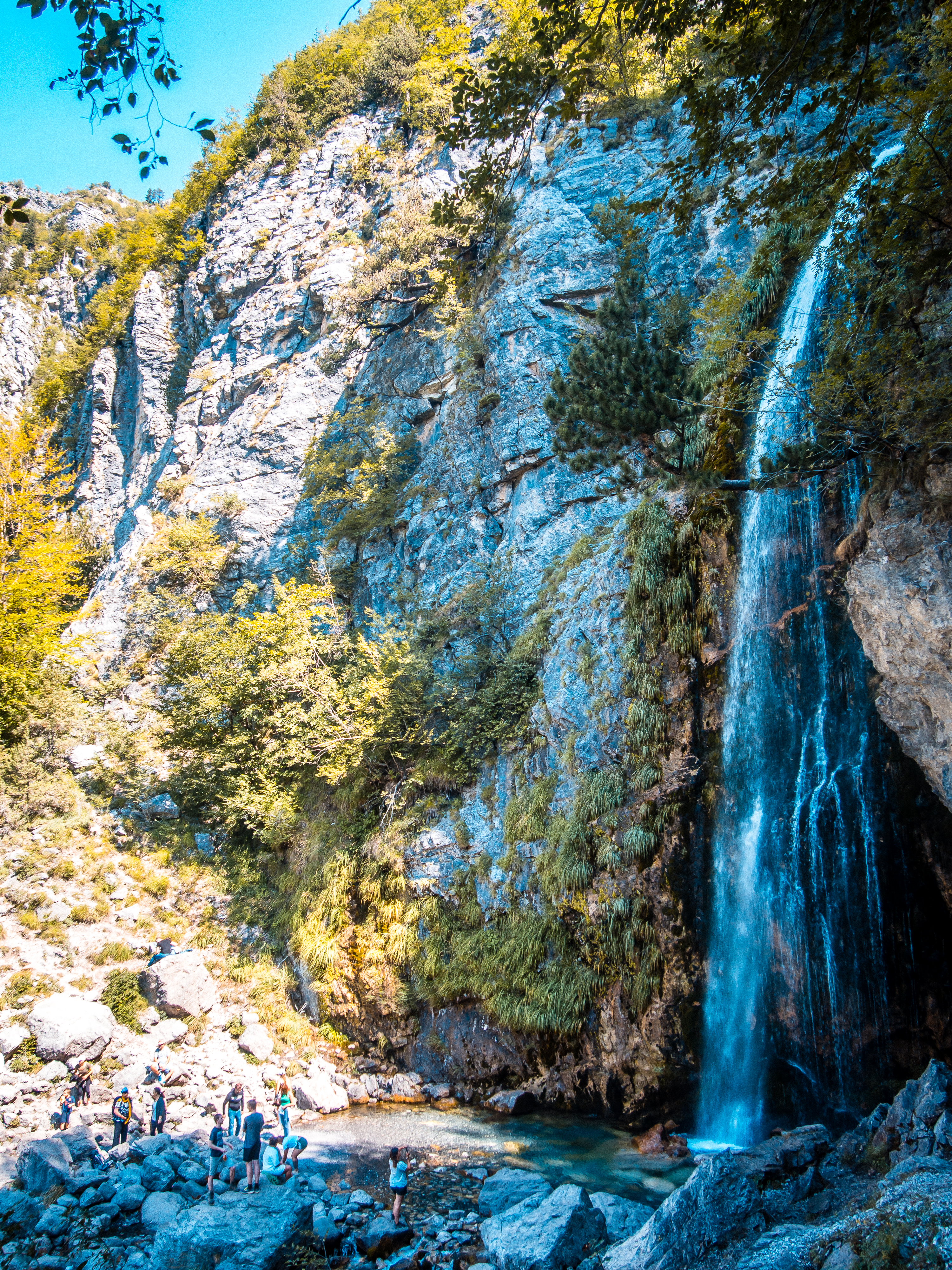
Grunas Wasserfall Theth

Der Wasserfall von Grunas oder Wasserfall von Theth (albanisch Ujëvara e Grunasit resp. Ujëvara e Thethit) ist ein Wasserfall im albanischen Nationalpark Theth in den Albanischen Alpen. Er liegt am südlichen Ortsrand von Theth in der Nähe der gleichnamigen Grunas-Schlucht.
Der Wasserfall hat eine Fallhöhe von etwa 30 Metern. Das Wasser entspringt einer Karstquelle gleich oberhalb des Falls; es fließt somit einzig Schmelzwasser, das ins Kalkgestein sickerte, über den Wasserfall. Der Wasserfall liegt am Fuße der Maja e Boshit (2414 m ü. A.) auf rund 800 m ü. A. Das Wasser fließt in einem Bach parallel zur Grunas-Schlucht und unterhalb dieser in den Shala-Fluss.
Der Wasserfall wurde mit dem Regierungsbeschluss Nummer 676 vom 20. Dezember 2002 zum Naturdenkmal erklärt.